# Eisschnelllauf-Sprintweltmeisterschaft 2007

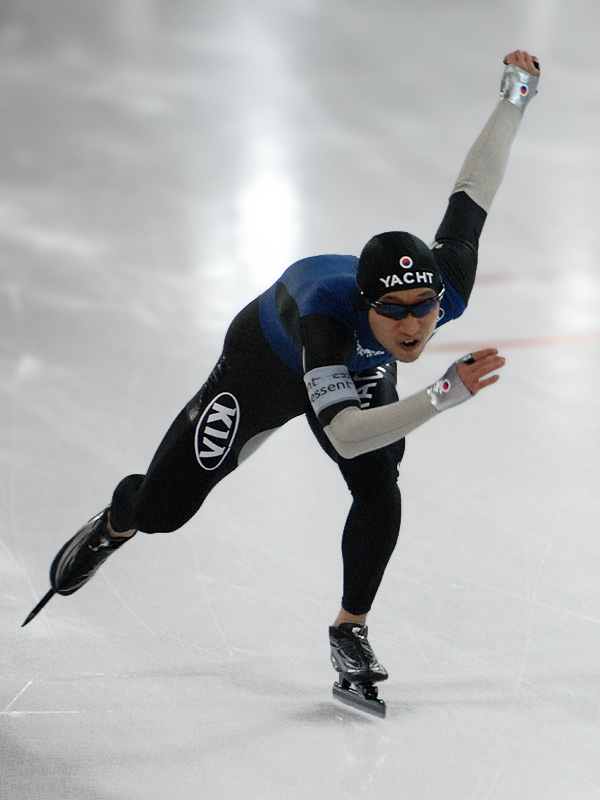
Sprint-Weltmeister 2007 –
Lee Kyu-hyeok

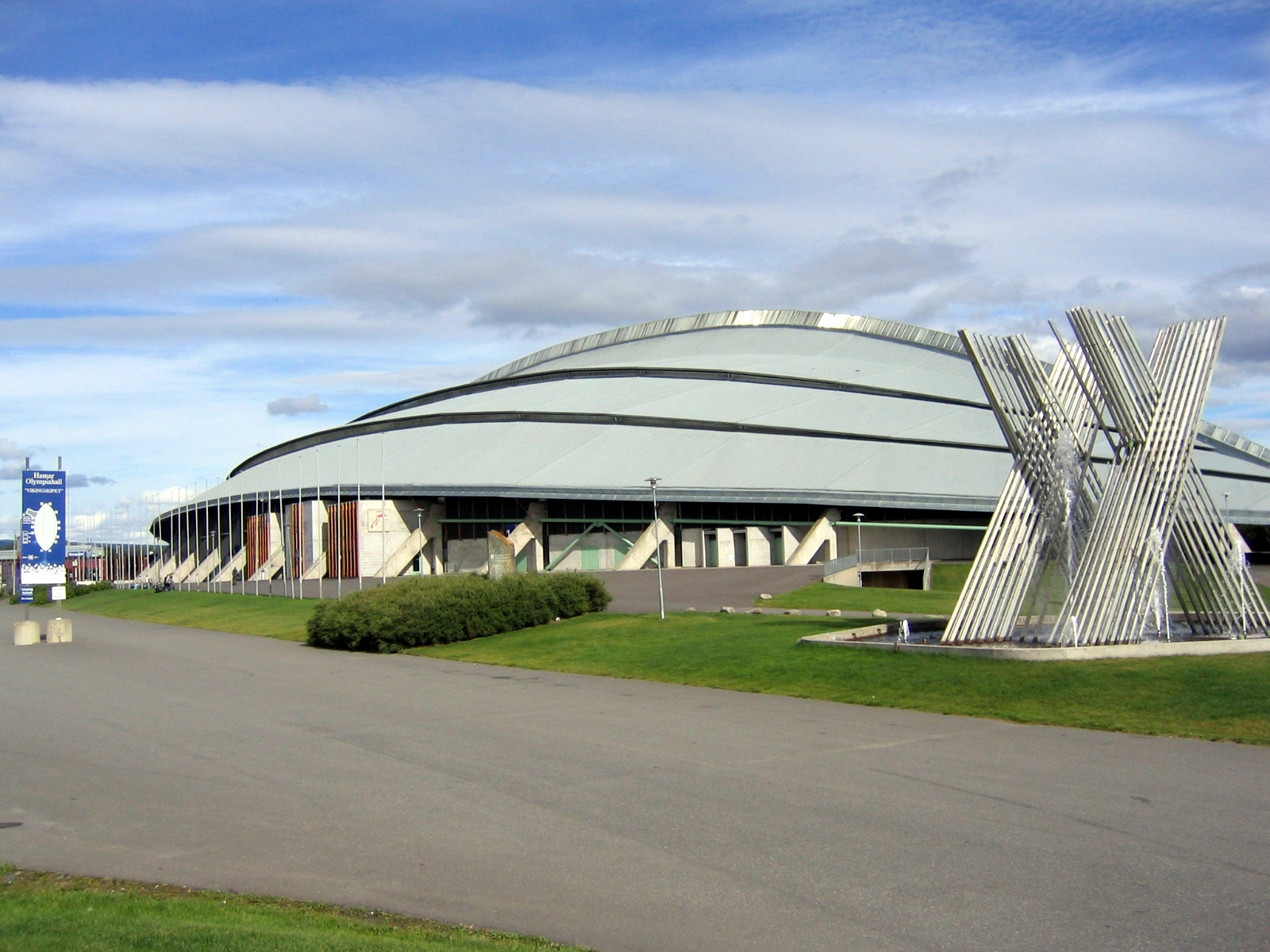
Vikingskipet – das "Wikingerschiff" in Hamar

 Die 38. Eisschnelllauf-Sprintweltmeisterschaft wurde vom 20. bis 21. Januar im norwegischen Hamar ausgetragen.

## Wettbewerb
- 69 Sportler aus 16 Nationen kamen, um unter sich den Sprintweltmeister zu ermitteln

| Belarus Kanada Volksrepublik China Finnland | Deutschland Italien Japan Kasachstan | Südkorea Niederlande Norwegen Polen | Rumänien Russland Schweden Vereinigte Staaten |

Bei der Sprintweltmeisterschaft geht es über die 500- und 1.000-Meter-Distanz, jeweils an zwei Tagen. Wenn ein Sportler am ersten Tag auf der Innenbahn startet, so startet er am zweiten Tag auf der Außenbahn.

### Frauen

#### Endstand
- Zeigt die zwölf erfolgreichsten Sportlerinnen der Sprint-WM

| Rang | Name              | 1. Lauf 500 Meter | Pkt.  | 1. Lauf 1.000 Meter | Pkt.  | 2. Lauf 500 Meter | Pkt.  | 2. Lauf 1.000 Meter | Pkt.  | Gesamt- pkt. |
| ---- | ----------------- | ----------------- | ----- | ------------------- | ----- | ----------------- | ----- | ------------------- | ----- | ------------ |
| 1    | Anni Friesinger   | 38,42 (5)         | 38,42 | 1:15,12 (1)         | 37,56 | 38,39 (5)         | 38,39 | 1:15,13 (1)         | 37,56 | 151,935      |
| 2    | Ireen Wüst        | 38,96 (14)        | 38,96 | 1:15,29 (2)         | 37,64 | 38,79 (10)        | 38,79 | 1:15,20 (2)         | 37,60 | 152,995      |
| 3    | Cindy Klassen     | 39,08 (16)        | 39,08 | 1:15,57 (3)         | 37,78 | 38,76 (8)         | 38,76 | 1:15,49 (3)         | 37,74 | 153,370      |
| 4    | Shihomi Shin’ya   | 38,29 (2)         | 38,29 | 1:17,19 (11)        | 38,59 | 38,14 (2)         | 38,14 | 1:17,31 (10)        | 38,65 | 153,680      |
| 5    | Chiara Simionato  | 38,50 (6)         | 38,50 | 1:16,59 (6)         | 38,29 | 38,73 (7)         | 38,73 | 1:16,48 (5)         | 38,24 | 153,765      |
| 6    | Margot Boer       | 38,67 (9)         | 38,67 | 1:16,79 (8)         | 38,39 | 38,81 (11)        | 38,81 | 1:16,55 (6)         | 38,27 | 154,150      |
| 7    | Annette Gerritsen | 38,88 (13)        | 38,88 | 1:16,99 (9)         | 38,49 | 38,61 (6)         | 38,61 | 1:16,36 (4)         | 38,18 | 154,165      |
| 8    | Swetlana Kajkan   | 38,32 (3)         | 38,32 | 1:17,73 (16)        | 38,86 | 38,29 (4)         | 38,29 | 1:18,41 (20)        | 39,20 | 154,680      |
| 9    | Sayuri Osuga      | 38,35 (4)         | 38,35 | 1:17,74 (17)        | 38,87 | 38,26 (3)         | 38,26 | 1:18,47 (21)        | 39,23 | 154,715      |
| 10   | Shannon Rempel    | 38,85 (11)        | 38,85 | 1:16,40 (5)         | 38,20 | 39,11 (15)        | 39,11 | 1:17,12 (8)         | 38,56 | 154,720      |
| 11   | Sayuri Yoshii     | 38,77 (10)        | 38,77 | 1:17,13 (10)        | 38,56 | 38,99 (13)        | 38,99 | 1:17,64 (12)        | 38,82 | 155,145      |
| 12   | Zhang Shuang      | 38,52 (7)         | 38,52 | 1:18,42 (21)        | 39,21 | 38,76 (8)         | 38,76 | 1:17,74 (13)        | 38,87 | 155,360      |

* Jenny Wolf wurde nach einem Sturz im ersten 1.000-Meter-Rennen für die Gesamtwertung disqualifiziert.

#### 1. Lauf 500 Meter
| Platz | Name             | Land                | Zeit  | Punkte |
| ----- | ---------------- | ------------------- | ----- | ------ |
| 1     | Jenny Wolf       | Deutschland         | 37,88 | 37,88  |
| 2     | Shihomi Shin’ya  | Japan               | 38,29 | 38,29  |
| 3     | Swetlana Kajkan  | Russland            | 38,32 | 38,32  |
| 4     | Sayuri Osuga     | Japan               | 38,35 | 38,35  |
| 5     | Anni Friesinger  | Deutschland         | 38,42 | 38,42  |
| 6     | Chiara Simionato | Italien             | 38,50 | 38,50  |
| 7     | Zhang Shuang     | Volksrepublik China | 38,52 | 38,52  |
| 8     | Tomomi Okazaki   | Japan               | 38,66 | 38,66  |
| 9     | Margot Boer      | Niederlande         | 38,67 | 38,67  |
| 10    | Sayuri Yoshii    | Japan               | 38,77 | 38,77  |
|       |                  |                     |       |        |
| 16    | Pamela Zoellner  | Deutschland         | 39,08 | 39,08  |
| 19    | Judith Hesse     | Deutschland         | 39,16 | 39,16  |

#### 1. Lauf 1.000 Meter
| Platz | Name                              | Land                 | Zeit    | Punkte |
| ----- | --------------------------------- | -------------------- | ------- | ------ |
| 1     | Anni Friesinger                   | Deutschland          | 1:15,12 | 37,56  |
| 2     | Ireen Wüst                        | Niederlande          | 1:15,29 | 37,64  |
| 3     | Cindy Klassen                     | Kanada               | 1:15,57 | 37,78  |
| 4     | Kristina Groves                   | Kanada               | 1:16,13 | 38,06  |
| 5     | Shannon Rempel                    | Kanada               | 1:16,40 | 38,20  |
| 6     | Chiara Simionato                  | Italien              | 1:16,59 | 38,29  |
| 7     | Jekaterina Lobyschewa Margot Boer | Russland Niederlande | 1:16,78 | 38,39  |
| 9     | Annette Gerritsen                 | Niederlande          | 1:16,99 | 38,49  |
| 10    | Sayuri Yoshii                     | Japan                | 1:17,13 | 38,56  |
|       |                                   |                      |         |        |
| 14    | Pamela Zoellner                   | Deutschland          | 1:17,51 | 38,75  |
| 19    | Judith Hesse                      | Deutschland          | 1:17,84 | 38,92  |

#### 2. Lauf 500 Meter
| Platz | Name                       | Land                       | Zeit  | Punkte |
| ----- | -------------------------- | -------------------------- | ----- | ------ |
| 1     | Jenny Wolf                 | Deutschland                | 38,07 | 38,07  |
| 2     | Shihomi Shin’ya            | Japan                      | 38,14 | 38,14  |
| 3     | Sayuri Osuga               | Japan                      | 38,26 | 38,26  |
| 4     | Swetlana Kajkan            | Russland                   | 38,29 | 38,29  |
| 5     | Anni Friesinger            | Deutschland                | 38,39 | 38,39  |
| 6     | Annette Gerritsen          | Niederlande                | 38,61 | 38,61  |
| 7     | Chiara Simionato           | Italien                    | 38,73 | 38,73  |
| 8     | Cindy Klassen Zhang Shuang | Kanada Volksrepublik China | 38,76 | 38,76  |
| 10    | Ireen Wüst                 | Niederlande                | 38,79 | 38,79  |
|       |                            |                            |       |        |
| 16    | Pamela Zoellner            | Deutschland                | 39,15 | 39,15  |
| 20    | Judith Hesse               | Deutschland                | 39,39 | 39,39  |

#### 2. Lauf 1.000 Meter
| Platz | Name                  | Land        | Zeit    | Punkte |
| ----- | --------------------- | ----------- | ------- | ------ |
| 1     | Anni Friesinger       | Deutschland | 1:15,13 | 37,56  |
| 2     | Ireen Wüst            | Niederlande | 1:15,20 | 37,60  |
| 3     | Cindy Klassen         | Kanada      | 1:15,49 | 37,74  |
| 4     | Annette Gerritsen     | Niederlande | 1:16,36 | 38,18  |
| 5     | Chiara Simionato      | Italien     | 1:16,48 | 38,24  |
| 6     | Margot Boer           | Niederlande | 1:16,55 | 38,27  |
| 7     | Kristina Groves       | Kanada      | 1:16,64 | 38,32  |
| 8     | Shannon Rempel        | Kanada      | 1:17,12 | 38,56  |
| 9     | Jekaterina Lobyschewa | Russland    | 1:17,14 | 38,57  |
| 10    | Shihomi Shin’ya       | Japan       | 1:17,31 | 38,65  |
|       |                       |             |         |        |
| 16    | Pamela Zoellner       | Deutschland | 1:18,11 | 39,05  |
| 19    | Judith Hesse          | Deutschland | 1:18,18 | 39,09  |

### Männer

#### Endstand
- Zeigt die zwölf erfolgreichsten Sportler der Sprint-WM

| Rang | Name                | 1. Lauf 500 Meter | Pkt.  | 1. Lauf 1.000 Meter | Pkt.  | 2. Lauf 500 Meter | Pkt.  | 2. Lauf 1.000 Meter | Pkt.  | Gesamt- pkt. |
| ---- | ------------------- | ----------------- | ----- | ------------------- | ----- | ----------------- | ----- | ------------------- | ----- | ------------ |
| 1    | Lee Kyu-hyeok       | 35,11 (4)         | 35,11 | 1:08,56 (2)         | 34,28 | 35,04 (3)         | 35,04 | 1:08,69 (2)         | 34,34 | 138,775      |
| 2    | Pekka Koskela       | 34,80 (1)         | 34,80 | 1:09,03 (7)         | 34,51 | 34,94 (1)         | 34,94 | 1:09,17 (7)         | 34,58 | 138,840      |
| 3    | Shani Davis         | 35,62 (12)        | 35,62 | 1:08,41 (1)         | 34,20 | 35,42 (7)         | 35,42 | 1:08,38 (1)         | 34,19 | 139,435      |
| 4    | Dmitri Lobkow       | 35,03 (3)         | 35,03 | 1:09,49 (10)        | 34,74 | 34,95 (2)         | 34,95 | 1:09,54 (9)         | 34,77 | 139,495      |
| 5    | Beorn Nijenhuis     | 35,31 (7)         | 35,31 | 1:08,96 (5)         | 34,48 | 35,36 (6)         | 35,36 | 1:08,83 (5)         | 34,41 | 139,565      |
| 6    | Erben Wennemars     | 35,20 (6)         | 35,20 | 1:08,67 (3)         | 34,33 | 35,69 (13)        | 35,69 | 1:08,79 (4)         | 34,39 | 139,620      |
| 7    | Denny Morrison      | 35,86 (23)        | 35,86 | 1:08,68 (4)         | 34,34 | 35,81 (16)        | 35,81 | 1:08,78 (3)         | 34,39 | 140,400      |
| 8    | Kip Carpenter       | 35,34 (9)         | 35,34 | 1:09,86 (13)        | 34,93 | 35,55 (11)        | 35,55 | 1:09,60 (10)        | 34,80 | 140,620      |
| 9    | Keiichirō Nagashima | 34,97 (2)         | 34,97 | 1:10,09 (16)        | 35,04 | 35,35 (5)         | 35,35 | 1:10,62 (15)        | 35,31 | 140,675      |
| 10   | Jewgeni Lalenkow    | 35,84 (20)        | 35,84 | 1:09,00 (6)         | 34,50 | 35,78 (15)        | 35,78 | 1:09,16 (6)         | 34,58 | 140,700      |
| 11   | Even Wetten         | 35,18 (5)         | 35,18 | 1:09,39 (9)         | 34,69 | 35,66 (12)        | 35,66 | 1:10,72 (18)        | 35,36 | 140,895      |
| 12   | Jan Bos             | 35,69 (15)        | 35,69 | 1:09,32 (8)         | 34,66 | 35,97 (17)        | 35,97 | 1:09,24 (8)         | 34,62 | 140,940      |

#### 1. Lauf 500 Meter
| Platz | Name                           | Land                     | Zeit  | Punkte |
| ----- | ------------------------------ | ------------------------ | ----- | ------ |
| 1     | Pekka Koskela                  | Finnland                 | 34,80 | 34,80  |
| 2     | Keiichirō Nagashima            | Japan                    | 34,97 | 34,97  |
| 3     | Dmitri Lobkow                  | Russland                 | 35,03 | 35,03  |
| 4     | Lee Kyu-hyeok                  | Südkorea                 | 35,11 | 35,11  |
| 5     | Even Wetten                    | Norwegen                 | 35,18 | 35,18  |
| 6     | Erben Wennemars                | Niederlande              | 35,20 | 35,20  |
| 7     | Beorn Nijenhuis                | Niederlande              | 35,31 | 35,31  |
| 8     | Tucker Fredricks               | Vereinigte Staaten       | 35,33 | 35,33  |
| 9     | Kip Carpenter Hiroyasu Shimizu | Vereinigte Staaten Japan | 35,34 | 35,34  |
|       |                                |                          |       |        |
| 24    | Samuel Schwarz                 | Deutschland              | 36,09 | 36,09  |
| 27    | Jan Friesinger                 | Deutschland              | 36,21 | 36,21  |

#### 1. Lauf 1.000 Meter
| Platz | Name             | Land               | Zeit    | Punkte |
| ----- | ---------------- | ------------------ | ------- | ------ |
| 1     | Shani Davis      | Vereinigte Staaten | 1:08,41 | 34,20  |
| 2     | Lee Kyu-hyeok    | Südkorea           | 1:08,56 | 34,28  |
| 3     | Erben Wennemars  | Niederlande        | 1:08,67 | 34,33  |
| 4     | Denny Morrison   | Kanada             | 1:08,68 | 34,34  |
| 5     | Beorn Nijenhuis  | Niederlande        | 1:08,96 | 34,48  |
| 6     | Jewgeni Lalenkow | Russland           | 1:09,00 | 34,50  |
| 7     | Pekka Koskela    | Finnland           | 1:09,03 | 34,51  |
| 8     | Jan Bos          | Niederlande        | 1:09,32 | 34,66  |
| 9     | Even Wetten      | Norwegen           | 1:09,39 | 34,69  |
| 10    | Dmitri Lobkow    | Russland           | 1:09,49 | 34,74  |
|       |                  |                    |         |        |
| 15    | Samuel Schwarz   | Deutschland        | 1:10,07 | 35,03  |
| 24    | Jan Friesinger   | Deutschland        | 1:10,89 | 35,44  |

#### 2. Lauf 500 Meter
| Platz | Name                          | Land                     | Zeit  | Punkte |
| ----- | ----------------------------- | ------------------------ | ----- | ------ |
| 1     | Pekka Koskela                 | Finnland                 | 34,94 | 34,94  |
| 2     | Dmitri Lobkow                 | Russland                 | 34,95 | 34,95  |
| 3     | Lee Kyu-hyeok                 | Südkorea                 | 35,04 | 35,04  |
| 4     | Tucker Fredricks              | Vereinigte Staaten       | 35,22 | 35,22  |
| 5     | Keiichirō Nagashima           | Japan                    | 35,35 | 35,35  |
| 6     | Beorn Nijenhuis               | Niederlande              | 35,36 | 35,36  |
| 7     | Shani Davis Takaharu Nakajima | Vereinigte Staaten Japan | 35,42 | 35,42  |
| 9     | Mika Poutala                  | Finnland                 | 35,53 | 35,53  |
| 10    | Brock Miron                   | Kanada                   | 35,54 | 35,54  |
|       |                               |                          |       |        |
| 25    | Samuel Schwarz                | Deutschland              | 36,21 | 36,21  |
| 27    | Jan Friesinger                | Deutschland              | 36,26 | 36,26  |

#### 2. Lauf 1.000 Meter
| Platz | Name             | Land               | Zeit    | Punkte |
| ----- | ---------------- | ------------------ | ------- | ------ |
| 1     | Shani Davis      | Vereinigte Staaten | 1:08,38 | 34,19  |
| 2     | Lee Kyu-hyeok    | Südkorea           | 1:08,69 | 34,34  |
| 3     | Denny Morrison   | Kanada             | 1:08,78 | 34,39  |
| 4     | Erben Wennemars  | Niederlande        | 1:08,79 | 34,39  |
| 5     | Beorn Nijenhuis  | Niederlande        | 1:08,83 | 34,41  |
| 6     | Jewgeni Lalenkow | Russland           | 1:09,16 | 34,58  |
| 7     | Pekka Koskela    | Finnland           | 1:09,17 | 34,58  |
| 8     | Jan Bos          | Niederlande        | 1:09,24 | 34,62  |
| 9     | Dmitri Lobkow    | Russland           | 1:09,54 | 34,77  |
| 10    | Kip Carpenter    | Vereinigte Staaten | 1:09,60 | 34,80  |
|       |                  |                    |         |        |
| 11    | Samuel Schwarz   | Deutschland        | 1:09,73 | 34,86  |
| 24    | Jan Friesinger   | Deutschland        | 1:11,21 | 35,60  |